# 크세니아 제베르크
크세니아 제베르크(독일어: Xenia Seeberg, 1967년 4월 4일~)는 독일의 배우, 가수, 모델로 본명은 앙케 베젠베르크(독일어: Anke Wesenberg)이다.

## 작품 목록

### 영화
- 지구 멸망 (2009년)
- 80분 (2008년)
- 더 크라운 (2005년)
- 비욘드 더 리미츠 (2003년)
- 렉스 (1997년)
- 힐다 험프리 (1997년)
- 1학기 (1997년)
- 노킹 온 헤븐스 도어 (1997년)